# Edificio Mompó
El edificio Mompó es una construcción moderna de mediados del siglo XX de la ciudad española de Albacete.

## Historia
El edificio fue proyectado en 1963 por el arquitecto Roberto Puig Álvarez en los alrededores del parque Abelardo Sánchez. Su promotor fue Vicente Mompó Sancho.

## Características
El edificio, de estilo moderno, está situado en la calle de la Estrella de la capital albaceteña, en los alrededores del parque Abelardo Sánchez, en el Centro de la ciudad.
Fue uno de los primeros edificios en altura en construirse en la ciudad. Tiene 14 plantas. Las fachadas están distribuidas de acuerdo a su orientación. Al este, sobre el parque Abelardo Sánchez, está constituido por amplias terrazas. Al sur los antepechos forman un juego geométrico y ondulante.